# Saint-Setiers
Saint-Setiers (Sent Sestari auf Okzitanisch) ist eine französische Gemeinde mit 266 Einwohnern (Stand 1. Januar 2022) im Département Corrèze in der Region Nouvelle-Aquitaine. Die Einwohner nennen sich die Saint-Setiers bzw. die Saint-Setières.

## Geografie
Die Gemeinde liegt im Zentralmassiv auf dem Plateau de Millevaches und somit auch im Regionalen Naturpark Millevaches en Limousin.
Tulle, die Präfektur des Départements, liegt ungefähr 75 Kilometer südwestlich, Égletons etwa 40 Kilometer südwestlich und Ussel rund 25 Kilometer südöstlich.
Nachbargemeinden von Saint-Setiers sind Féniers im Norden, Sornac im Osten, Millevaches im Süden sowie Peyrelevade im Westen.

### Verkehr
Der Ort liegt ungefähr 30 Kilometer nordwestlich der Abfahrt 23 der Autoroute A89.

## Wappen
Beschreibung: Das Wappen ist geviert: heraldisch rechts oben Hermelin mit rotem Bord, links oben in Rot ein silbernes Kreuz auf einem schwarzgefugten silbernen Sockel, von dem ein gewelltes, blaues Band nach unten verläuft; unten rechts auf Gold ein grüner Heidezweig, links auf Grün ein äsendes silbernes Schaf.

## Einwohnerentwicklung
| Jahr      | 1962 | 1968 | 1975 | 1982 | 1990 | 1999 | 2007 | 2016 |
| Einwohner | 504  | 608  | 298  | 297  | 281  | 245  | 237  | 293  |

## Sehenswürdigkeiten
- Die Kirche Saint-Sagittaire, ein Sakralbau aus dem 19. Jahrhundert[2].
- Mehrere Monumentalkreuze aus dem 17. bis 19. Jahrhundert[3].

## Sport
Auf dem Gemeindegebiet befindet sich eine Skilanglauf-Station mit 5 Pisten zwischen 3 und 20 Kilometern Länge.